# Alestopetersius
Alestopetersius és un gènere de peixos pertanyent a la família dels alèstids que es troba a Àfrica.

## Taxonomia
- Alestopetersius brichardi (Poll, 1967)[5]
- Alestopetersius caudalis (Boulenger, 1899)[6]
- Alestopetersius compressus (Poll & Gosse, 1963)[7]
- Alestopetersius hilgendorfi (Boulenger, 1899)[8]
- Alestopetersius leopoldianus (Boulenger, 1899)[8]
- Alestopetersius nigropterus (Poll, 1967)[5]
- Alestopetersius smykalai (Poll, 1967)[9][10][11][12][13][14][15]